# Okręg wyborczy nr 26 do Sejmu Rzeczypospolitej Polskiej (1993–2001)
Okręg wyborczy nr 26 do Sejmu Rzeczypospolitej Polskiej (1993–2001) obejmował województwo łomżyńskie. W ówczesnym kształcie został utworzony w 1993. Wybieranych było w nim 4 posłów w systemie proporcjonalnym.
Siedzibą okręgowej komisji wyborczej była Łomża.

## Wyniki wyborów
| Podział 4 mandatów: SLD: 1 PSL: 3 |

| Podział 4 mandatów: SLD: 1 AWS: 3 |

## Reprezentanci okręgu
| Sejm | Rok  | Poseł KW                                  | Poseł KW                                  | Poseł KW                                  | Poseł KW                                  | Poseł KW                                  | Poseł KW                                  | Poseł KW                                  | Poseł KW                                  |
| ---- | ---- | ----------------------------------------- | ----------------------------------------- | ----------------------------------------- | ----------------------------------------- | ----------------------------------------- | ----------------------------------------- | ----------------------------------------- | ----------------------------------------- |
| II   | 1993 |                                           | T. Gietek PSL                             |                                           | J. Mioduszewski PSL                       |                                           | M. Czerniawski SLD                        |                                           | L. Kiełczewski PSL                        |
| III  | 1997 |                                           | M. Kamiński AWS                           |                                           | M. Kaczyński AWS                          |                                           | M. Czerniawski SLD                        | M. Jaszewski AWS                          |                                           |
| IV   | 2001 | okręg zniesiony – patrz okręgi nr 18 i 24 | okręg zniesiony – patrz okręgi nr 18 i 24 | okręg zniesiony – patrz okręgi nr 18 i 24 | okręg zniesiony – patrz okręgi nr 18 i 24 | okręg zniesiony – patrz okręgi nr 18 i 24 | okręg zniesiony – patrz okręgi nr 18 i 24 | okręg zniesiony – patrz okręgi nr 18 i 24 | okręg zniesiony – patrz okręgi nr 18 i 24 |

### Wybory parlamentarne 1993
| Komitet wyborczy                                      | Komitet wyborczy                                     | Głosów | %     | Mandaty | Wybrani posłowie                                      |
| ----------------------------------------------------- | ---------------------------------------------------- | ------ | ----- | ------- | ----------------------------------------------------- |
|                                                       | Polskie Stronnictwo Ludowe                           | 33 790 | 29,18 | 3       | Tomasz Gietek, Józef Mioduszewski, Leszek Kiełczewski |
|                                                       | Katolicki Komitet Wyborczy „Ojczyzna”                | 13 852 | 11,96 | –       |                                                       |
|                                                       | Sojusz Lewicy Demokratycznej                         | 12 113 | 10,46 | 1       | Mieczysław Czerniawski                                |
|                                                       | Polskie Stronnictwo Ludowe – Porozumienie Ludowe     | 7785   | 6,72  | –       |                                                       |
|                                                       | Niezależny Samorządny Związek Zawodowy „Solidarność” | 5809   | 5,02  | –       |                                                       |
|                                                       | Konfederacja Polski Niepodległej                     | 5656   | 4,88  | –       |                                                       |
|                                                       | Bezpartyjny Blok Wspierania Reform                   | 5271   | 4,55  | –       |                                                       |
|                                                       | Unia Pracy                                           | 5182   | 4,47  | –       |                                                       |
|                                                       | Unia Demokratyczna                                   | 4693   | 4,05  | –       |                                                       |
|                                                       | Koalicja dla Rzeczypospolitej                        | 4389   | 3,79  | –       |                                                       |
|                                                       | Samoobrona – Leppera                                 | 4250   | 3,67  | –       |                                                       |
|                                                       | Partia X                                             | 4164   | 3,60  | –       |                                                       |
|                                                       | Unia Polityki Realnej                                | 2806   | 2,42  | –       |                                                       |
|                                                       | Porozumienie Centrum                                 | 2517   | 2,17  | –       |                                                       |
|                                                       | Ojczyzna – Lista Polska                              | 2073   | 1,79  | –       |                                                       |
|                                                       | Kongres Liberalno-Demokratyczny                      | 1459   | 1,26  | –       |                                                       |
| Frekwencja: 48,80% Źródło: Państwowa Komisja Wyborcza |                                                      |        |       |         |                                                       |

Poniższa tabela przedstawia podział mandatów dla komitetów wyborczych na podstawie uzyskanych głosów, a następnie obliczonych ilorazów wyborczych na podstawie metody D’Hondta.
| Podział mandatów dla komitetów wyborczych na podstawie metody D’Hondta | Podział mandatów dla komitetów wyborczych na podstawie metody D’Hondta | Podział mandatów dla komitetów wyborczych na podstawie metody D’Hondta | Podział mandatów dla komitetów wyborczych na podstawie metody D’Hondta | Podział mandatów dla komitetów wyborczych na podstawie metody D’Hondta | Podział mandatów dla komitetów wyborczych na podstawie metody D’Hondta | Podział mandatów dla komitetów wyborczych na podstawie metody D’Hondta | Podział mandatów dla komitetów wyborczych na podstawie metody D’Hondta | Podział mandatów dla komitetów wyborczych na podstawie metody D’Hondta |
| Komitet wyborczy                                                       | Komitet wyborczy                                                       | Liczba głosów                                                          | Iloraz wyborczy                                                        | Iloraz wyborczy                                                        | Iloraz wyborczy                                                        | Iloraz wyborczy                                                        | Mandaty                                                                | TP                                                                     |
| Komitet wyborczy                                                       | Komitet wyborczy                                                       | Liczba głosów                                                          | /1                                                                     | /2                                                                     | /3                                                                     | /4                                                                     | Mandaty                                                                | TP                                                                     |
| ---------------------------------------------------------------------- | ---------------------------------------------------------------------- | ---------------------------------------------------------------------- | ---------------------------------------------------------------------- | ---------------------------------------------------------------------- | ---------------------------------------------------------------------- | ---------------------------------------------------------------------- | ---------------------------------------------------------------------- | ---------------------------------------------------------------------- |
|                                                                        | Polskie Stronnictwo Ludowe                                             | 33 790                                                                 | 33 790                                                                 | 16 895                                                                 | 11 263                                                                 | 8448                                                                   | 3                                                                      | 2,03                                                                   |
|                                                                        | Sojusz Lewicy Demokratycznej                                           | 12 113                                                                 | 12 113                                                                 | 6057                                                                   | 4038                                                                   | 3028                                                                   | 1                                                                      | 0,73                                                                   |
|                                                                        | Konfederacja Polski Niepodległej                                       | 5656                                                                   | 5656                                                                   | 2828                                                                   | 1885                                                                   | 1414                                                                   | 0                                                                      | 0,34                                                                   |
|                                                                        | Bezpartyjny Blok Wspierania Reform                                     | 5271                                                                   | 5271                                                                   | 2636                                                                   | 1757                                                                   | 1318                                                                   | 0                                                                      | 0,32                                                                   |
|                                                                        | Unia Pracy                                                             | 5182                                                                   | 5182                                                                   | 2591                                                                   | 1727                                                                   | 1296                                                                   | 0                                                                      | 0,31                                                                   |
|                                                                        | Unia Demokratyczna                                                     | 4693                                                                   | 4693                                                                   | 2347                                                                   | 1564                                                                   | 1173                                                                   | 0                                                                      | 0,28                                                                   |
| Ogółem                                                                 | Ogółem                                                                 | 66 705                                                                 | —                                                                      | —                                                                      | —                                                                      | —                                                                      | 4                                                                      | 4                                                                      |

### Wybory parlamentarne 1997
| Komitet wyborczy                                      | Komitet wyborczy                          | Głosów | %     | Mandaty | Wybrani posłowie                                   |
| ----------------------------------------------------- | ----------------------------------------- | ------ | ----- | ------- | -------------------------------------------------- |
|                                                       | Akcja Wyborcza Solidarność                | 53 356 | 47,13 | 3       | Michał Kamiński, Marek Kaczyński, Marian Jaszewski |
|                                                       | Sojusz Lewicy Demokratycznej              | 15 809 | 13,96 | 1       | Mieczysław Czerniawski                             |
|                                                       | Polskie Stronnictwo Ludowe                | 12 937 | 11,43 | –       |                                                    |
|                                                       | Ruch Odbudowy Polski                      | 12 473 | 11,02 | –       |                                                    |
|                                                       | Unia Wolności                             | 6194   | 5,47  | –       |                                                    |
|                                                       | Unia Pracy                                | 4819   | 4,26  | –       |                                                    |
|                                                       | Blok dla Polski                           | 2246   | 1,98  | –       |                                                    |
|                                                       | Krajowa Partia Emerytów i Rencistów       | 1840   | 1,63  | –       |                                                    |
|                                                       | Unia Prawicy Rzeczypospolitej             | 1668   | 1,47  | –       |                                                    |
|                                                       | Krajowe Porozumienie Emerytów i Rencistów | 1470   | 1,30  | –       |                                                    |
|                                                       | Przymierze Samoobrona                     | 397    | 0,35  | –       |                                                    |
| Frekwencja: 46,41% Źródło: Państwowa Komisja Wyborcza |                                           |        |       |         |                                                    |

Poniższa tabela przedstawia podział mandatów dla komitetów wyborczych na podstawie uzyskanych głosów, a następnie obliczonych ilorazów wyborczych na podstawie metody D’Hondta.
| Podział mandatów dla komitetów wyborczych na podstawie metody D’Hondta | Podział mandatów dla komitetów wyborczych na podstawie metody D’Hondta | Podział mandatów dla komitetów wyborczych na podstawie metody D’Hondta | Podział mandatów dla komitetów wyborczych na podstawie metody D’Hondta | Podział mandatów dla komitetów wyborczych na podstawie metody D’Hondta | Podział mandatów dla komitetów wyborczych na podstawie metody D’Hondta | Podział mandatów dla komitetów wyborczych na podstawie metody D’Hondta | Podział mandatów dla komitetów wyborczych na podstawie metody D’Hondta | Podział mandatów dla komitetów wyborczych na podstawie metody D’Hondta |
| Komitet wyborczy                                                       | Komitet wyborczy                                                       | Liczba głosów                                                          | Iloraz wyborczy                                                        | Iloraz wyborczy                                                        | Iloraz wyborczy                                                        | Iloraz wyborczy                                                        | Mandaty                                                                | TP                                                                     |
| Komitet wyborczy                                                       | Komitet wyborczy                                                       | Liczba głosów                                                          | /1                                                                     | /2                                                                     | /3                                                                     | /4                                                                     | Mandaty                                                                | TP                                                                     |
| ---------------------------------------------------------------------- | ---------------------------------------------------------------------- | ---------------------------------------------------------------------- | ---------------------------------------------------------------------- | ---------------------------------------------------------------------- | ---------------------------------------------------------------------- | ---------------------------------------------------------------------- | ---------------------------------------------------------------------- | ---------------------------------------------------------------------- |
|                                                                        | Akcja Wyborcza Solidarność                                             | 53 356                                                                 | 53 356                                                                 | 26 678                                                                 | 17 785                                                                 | 13 339                                                                 | 3                                                                      | 2,65                                                                   |
|                                                                        | Sojusz Lewicy Demokratycznej                                           | 15 809                                                                 | 15 809                                                                 | 7905                                                                   | 5270                                                                   | 3952                                                                   | 1                                                                      | 0,78                                                                   |
|                                                                        | Polskie Stronnictwo Ludowe                                             | 12 937                                                                 | 12 937                                                                 | 6469                                                                   | 4312                                                                   | 3234                                                                   | 0                                                                      | 0,64                                                                   |
|                                                                        | Ruch Odbudowy Polski                                                   | 12 473                                                                 | 12 473                                                                 | 6237                                                                   | 4158                                                                   | 3118                                                                   | 0                                                                      | 0,62                                                                   |
|                                                                        | Unia Wolności                                                          | 6194                                                                   | 6194                                                                   | 3097                                                                   | 2065                                                                   | 1549                                                                   | 0                                                                      | 0,31                                                                   |
| Ogółem                                                                 | Ogółem                                                                 | 100 769                                                                | —                                                                      | —                                                                      | —                                                                      | —                                                                      | 4                                                                      | 4                                                                      |